# Меріон (округ, Айова)
Шаблон:StateAbbr_ 41°19′52″ пн. ш. 93°06′08″ зх. д. / 41.331111111111° пн. ш. 93.102222222222° зх. д.
Округ  Меріон (англ. Marion County) — округ (графство) у штаті  Айова, США. Ідентифікатор округу 19125.

## Історія
Округ утворений 1845 року.

## Демографія
За даними перепису 
2000 року 
загальне населення округу становило 32052 осіб, зокрема міського населення було 17065, а сільського — 14987.
Серед мешканців округу чоловіків було 15910, а жінок — 16142. В окрузі було 12017 домогосподарств, 8527 родин, які мешкали в 12755 будинках.
Середній розмір родини становив 3,02.
Віковий розподіл населення поданий у таблиці:
| Стать    | До 15 років | 15-21 | 22-29 | 30-39 | 40-49 | 50-65 | 65-85 | Понад 85 |
| -------- | ----------- | ----- | ----- | ----- | ----- | ----- | ----- | -------- |
| Чоловіки | 3431        | 1884  | 1460  | 2114  | 2436  | 2451  | 1874  | 260      |
| Жінки    | 3222        | 1773  | 1389  | 2120  | 2318  | 2353  | 2369  | 598      |

## Суміжні округи
- Джеспер — північ
- Махаска — схід
- Монро — південний схід
- Лукас — південний захід
- Воррен — захід

## Виноски
1. ↑  U.S. Decennial Census. United States Census Bureau. Архів оригіналу за 12 травня 2015. Процитовано 20 липня 2014.
2. ↑  Historical Census Browser. University of Virginia Library. Архів оригіналу за 11 серпня 2012. Процитовано 20 липня 2014.
3. ↑  Population of Counties by Decennial Census: 1900 to 1990. United States Census Bureau. Архів оригіналу за 22 квітня 2014. Процитовано 20 липня 2014.
4. ↑  Census 2000 PHC-T-4. Ranking Tables for Counties: 1990 and 2000 (PDF). United States Census Bureau. Архів оригіналу (PDF) за 18 грудня 2014. Процитовано 20 липня 2014.
5. ↑  State & County QuickFacts. United States Census Bureau. Архів оригіналу за 7 червня 2011. Процитовано 20 липня 2014.(англ.) Наведено за англійською вікіпедією.
6. ↑  American FactFinder. Бюро перепису населення США. Архів оригіналу за 26 лютого 2012. Процитовано 31 січня 2008.

| США | Це незавершена стаття з географії США. Ви можете допомогти проєкту, виправивши або дописавши її. |